# Marienrachdorf
Marienrachdorf – miejscowość i gmina w Niemczech, w kraju związkowym Nadrenia-Palatynat, w powiecie Westerwald, wchodzi w skład gminy związkowej Selters (Westerwald).
Po raz pierwszy wzmiankowana w XII wieku jako Rachdorf (od niejakiego Racho - założyciela wsi). Z czasem zaczęto ją zwać „Marienrachdorf” od kościoła maryjnego, który jest centralnym punktem miejscowości.